# 新加坡海峡

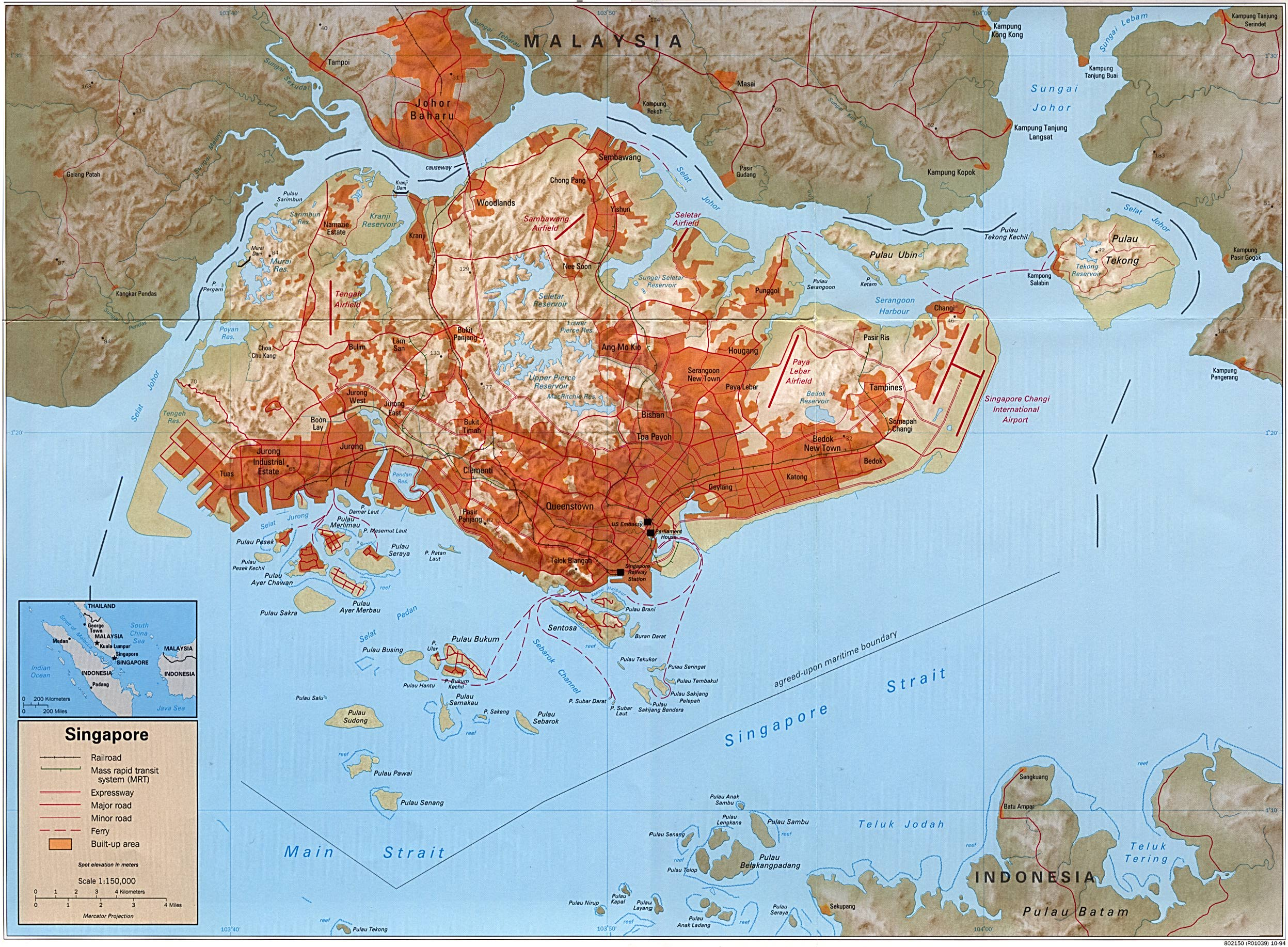
1994年劃定的新加坡及新加坡海峽邊界圖

新加坡海峡（英語：Singapore Strait），又稱獅城海峽，在马六甲海峡以东，在新加坡及馬來西亞柔佛州以南和印度尼西亚廖内群岛以北，是一道水上航道走廊，連接了西面的马六甲海峽和東面的南中國海（即印度洋水系與太平洋水系之連接峽灣）。

## 地理
大約長100公里，寬16公里，而介乎於新加坡聖約翰島和印尼安樂島（Pulau Senang）間的最窄處水道則闊2.8公里。是東南亞最繁忙的水道，其位置为北纬1度10分至1度20分，东经103度40分至104度10分；西面界限大致由丹絨比艾向西南伸延至廖內群島，而東面界限由丹絨本格烈伸至民丹島，南抵巴淡島。在領海歸屬方面，最窄處新加坡佔三分之一，印尼佔南面的三分之二，其餘部分按等距劃分。